# Грави, Хорхе
Хорхе Даниэль Грави Пинейро (исп. Jorge Daniel Graví Piñeiro; родился 16 января 1994 года, Трейнта-и-Трес) — уругвайский футболист, полузащитник клуба «Атенас».

## Биография
Грави — воспитанник клуба «Данубио». 15 февраля 2015 года в матче против столичного «Расинг» он дебютировал в уругвайской Примере. 19 сентября в поединке против «Суд Америка» Хорхе забил свой первый гол за «Данубио».